# 巢尚之
巢尚之（?—?），刘宋官僚，本貫魯郡（今中國山東省曲阜市）。

## 生平
元嘉中期，成為始興王劉濬之下的侍讀，因為涉獵文史，所以深受劉駿的賞識。454年（孝建元年），補東海國侍郎，仍兼中書通事舍人。劉駿即位，是為孝武帝，他將官僚人員的任命變更和懲處委託給了巢尚之和戴法兴。
前廢帝刘子业繼位，巢尚之成為新安王劉子鸞之下的撫軍中兵参軍及淮陵郡太守。解任舍人，轉任太守的撫軍諮議參軍。
465年（泰始元年），兼中書通事舍人及南清河郡。466年（泰始2年），轉任太守中書侍郎。在接受了前軍將軍的稱號後不久，他成為東宮的一員，成為了太子的近侍。平定晉安王劉子勛之乱，巢尚之封邵陵縣男，固辞。轉任黃門侍郎，出向新安郡太守，然後病沒。